# 小国警察署 (熊本県)
小国警察署（おぐにけいさつしょ）は、熊本県警察所管の警察署である。

## 所管区域
- 阿蘇郡
  - 小国町
  - 南小国町

## 所在地
- 熊本県阿蘇郡小国町大字宮原1806番地
- 国道212号沿い

## 駐在所

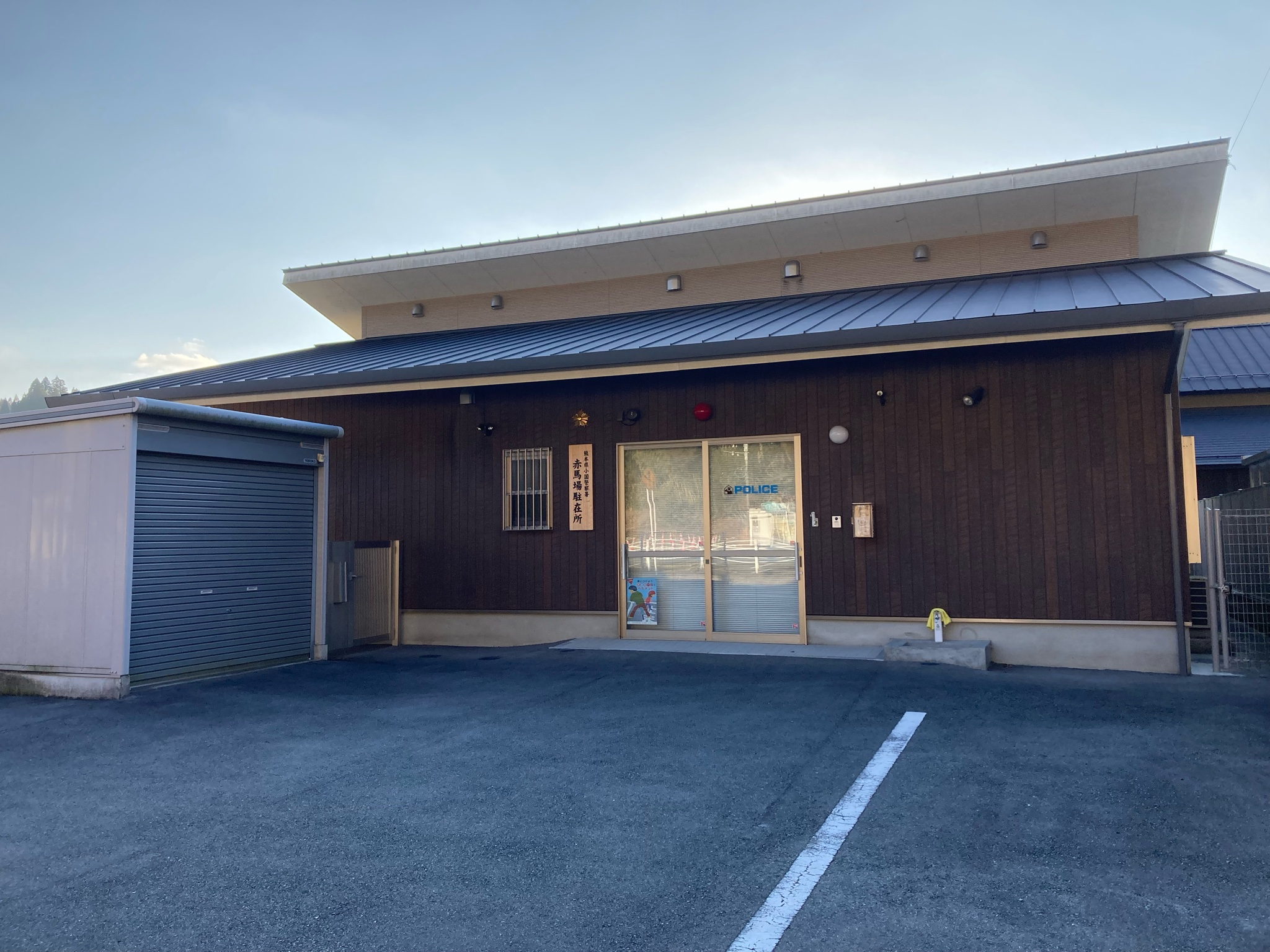
赤馬場駐在所

| 名称         | 読み     | 所在地                            |
| ------------ | -------- | --------------------------------- |
| 杖立駐在所   | つえたて | 阿蘇郡小国町大字下城4162番地の6   |
| 北里駐在所   | きたざと | 阿蘇郡小国町大字北里2480番地の1   |
| 黒川駐在所   | くろかわ | 阿蘇郡南小国町大字満願寺6712番地2 |
| 赤馬場駐在所 | あかばば | 阿蘇郡南小国町大字赤馬場143番地1  |

## 関連リンク
- 熊本県警察